# The Daily Life of the Immortal King
The Daily Life of the Immortal King (chinesisch 仙王的日常生活 Xiān Wáng de Rìcháng Shēnghuó) ist eine chinesische Zeichentrickserie, die seit 2020 produziert und online veröffentlicht wird. Sie basiert auf einem gleichnamigen Webroman von Ku Xuan, der ab 2017 bei Qidian erschien.

## Handlung
In einer Welt, in der viele Menschen mit übernatürlichen Kräften ausgestattet sind und diese in speziellen Schulen trainieren, ist Wang Ling mit außergewöhnlich großer Kraft ausgestattet. Seine Eltern bemerkten dies bereits früh und tun seither alles, um seine Macht zu unterdrücken, damit Ling nicht versehentlich die Welt vernichtet. Auch er selbst ist darum bemüht, will möglichst wenig Aufmerksamkeit auf sich ziehen und ein ruhiges Leben führen. Nur als er noch sehr jung war, fiel er einem berühmten Helden auf, der gegen ein außergewöhnlich starkes Monster gekämpft hat. Zwar wurde der Sieg später dem Helden zugeschrieben, doch in Wirklichkeit war Wang Ling der Sieger und der Held weiß als einziger davon.
Als Wang Ling nun an die Oberschule kommt, die für die Kultivierung magischer Kräfte berühmt ist, will er sich wieder nur als Durchschnittsschüler durchmogeln und seine wahre Kraft verbergen. Das gelingt nicht immer, aber plötzliche Ausbrüche großer Kraft im Eingangstest oder andernorts werden als Zufälle oder Irrtümer abgetan. Er lernt Freunde kennen und die berühmte Magierin Sun Rong, die aus reichem Hause stammt, wird auf ihn aufmerksam. Sie erkennt, dass mehr in Wang Ling steckt, und will ihn für sich gewinnen. Auch der meist teilnahmslose und gelangweilt wirkende Wang Ling entdeckt langsam Gefühle für sie. Bei einer Verabredung muss er sie – wieder heimlich – vor Attentätern retten, die es auf sie wegen ihrer Familie abgesehen haben. Hinter ihnen steckt eine Geheimorganisation.

## Produktion und Veröffentlichung
Die Animationsserie entstand bei Haoliners Animation und Lead Alement Animation unter der Regie von Ku Xuan und Beining Zhu, letzterer schrieb auch die Drehbücher. Es entstanden vier Staffeln mit 15, 12, 12 und 12 Folgen, die jeweils eine Länge von 15 bis 21 Minuten haben, meist 18 oder 19 Minuten.
Die Folgen wurden erstmals ab dem 18. Januar 2020 von der chinesischen Online-Plattform Bilibili veröffentlicht. Im deutschsprachigen Raum, jedoch mit englischen Untertiteln, wird sie seit 26. Juli 2022 auf Crunchyroll gezeigt. Darüber hinaus gibt es eine englische Synchronfassung für den englischsprachigen Raum sowie Veröffentlichungen für Italien, Frankreich, Polen, Indonesien, Südkorea, die Philippinen, Spanien, Indien, Japan, die Vereinigten Arabischen Emirate und Brasilien.

## Synchronisation
| Rolle       | chinesische Sprecher |
| ----------- | -------------------- |
| Wang Ling   | Sun Lulu             |
| Chen Chao   | Gu Jiangshan         |
| Zhuo Yi     | Xian Ji              |
| Sun Rong    | Qian Shen            |
| Wang Zukang | Haoran Guo           |
| Lin Xiaoyu  | Yan Meme             |